# 비지도 학습
비 지도 학습(Unsupervised Learning)은 기계 학습의 일종으로, 데이터가 어떻게 구성되었는지를 알아내는 문제의 범주에 속한다. 이 방법은 지도 학습(Supervised Learning) 혹은 강화 학습(Reinforcement Learning)과는 달리 입력값에 대한 목표치가 주어지지 않는다.
자율 학습은 통계의 밀도 추정(Density Estimation)과 깊은 연관이 있다. 이러한 자율 학습은 데이터의 주요 특징을 요약하고 설명할 수 있다.
자율 학습의 예로는 클러스터링(Clustering)을 들 수 있다. 또 다른 하나의 예로는 독립 성분 분석(Independent Component Analysis)이 있다.

## 같이 보기
- 지도 학습
- 준 지도 학습
- 분류
- 회귀 분석
- 기계 학습
- 인공지능
- 자동 로봇
- 생체 정보학
- 컴퓨터 지능
- 컴퓨터 시각
- 데이터 마이닝
- 패턴 인식